# Kultur-Lige
Kultur-Lige (jid. ‏קולטור־ליגע‎, „Liga Kultury”) – świecka żydowska organizacja kulturalno-oświatowa, założona w 1918 w Kijowie. Celem Kultur-Lige było wspieranie i upowszechnianie kultury języka jidysz w Europie Wschodniej i Rosji poprzez tworzenie teatrów, wydawnictw i bibliotek. Liga organizowała przedstawienia teatralne, spotkania poetyckie i koncerty w języku jidysz. Była związana z partią Bund i związkami zawodowymi.
Wśród znanych członków Ligi byli m.in. malarz i architekt El Lissitzky, pisarze Izrael Jehoszua Singer i Dawid Bergelson, poeci Perec Markisz i Dowid Hofsztejn czy późniejszy scenograf Teatru broadwayowskiego w Nowym Jorku Boris Aronson.
Tacy członkowie Ligi, jak El Lissitzky, dążyli do rozwijania odrębnej żydowskiej formy modernizmu, w której abstrakcjonizm stał się środkiem wyrazu i rozpowszechniania kultury masowej.
W manifeście Ligi, opublikowanym w listopadzie 1919, deklarowano m.in.:

Celem Kultur-Lige jest pomoc w tworzeniu nowej jidyszowej kultury świeckiej w języku jidysz, w żydowskich formach narodowych, wspólnie z żywymi siłami szerokich mas żydowskich, w duchu ludzi pracy i harmonii z ich ideałami przyszłości.

Manifest wymienia również „trzy filary” Ligi: edukacja w języku jidysz, literatura w tym języku oraz żydowska sztuka.
W 1919 członkowie Ligi, Wiktor Alter i Henryk Berlewi zorganizowali wystawę sztuki polsko-żydowskiej w Białymstoku pod nazwą Pierwsza Wystawa Malarstwa i Rzeźby Żydowskiej. Wystawa adresowana była do Żydów mówiących w języku jidysz oraz polskich robotników. W tym samym roku organizacja wspierała 63 szkoły z językiem wykładowym jidysz, 54 biblioteki i wiele innych instytucji kulturalnych i edukacyjnych.
Wraz z zajęciem Kijowa w roku 1920 przez bolszewików tamtejsza siedziba Ligi również przeszła pod władzę żydowskiej sekcji sowieckiej partii komunistycznej (Jewsekcji) i poddana sowieckiej biurokratyzacji. Maszyny drukarskie skonfiskowano, odmówiono wydania papieru do druku, a komitet centralny Ligi został rozwiązany siłą. W rezultacie, filia warszawska stała się wkrótce główną siedzibą Kultur-Lige.
Pozostałość po Lidze w ZSRR działała pod nadzorem Jewsekcji jako wydawnictwo, skupiając się głównie na podręcznikach dla dzieci w języku jidysz. W Polsce Liga założyła biura m.in. w Wilnie i Łodzi. W 1924 r. rozpoczęto wydawanie pisma literackiego „Literarisze Bleter”, które wkrótce stało się głównym forum dyskusyjnym inteligencji żydowskiej, mówiącej w języku jidysz, na tematy sztuki, literatury i teatru.